# Théodore d'Antioche (philosophe)
Théodore d'Antioche (en arabe Thādhurī al-Antakī) est un philosophe et savant syrien, chrétien de l'Église syriaque jacobite, né vers la fin du XIIe siècle et mort peu après 1246. Il vécut à la fin de sa vie en Sicile au service de l'empereur Frédéric II de Hohenstaufen.

## Biographie
Les informations sur sa vie avant sa venue en Occident sont données par Grégoire Bar-Hebræus. Celui-ci relate dans sa Chronique que Théodore étudia d'abord à Antioche le syriaque et le latin (la ville était alors la capitale de la principauté latine d'Antioche) ainsi que « certaines sciences des Anciens ». Il partit ensuite pour Mossoul où il suivit les cours du fameux mathématicien, astronome et médecin Kamal ad-Din Musa ibn Yunus (1156-1242) : selon Bar-Hebræus, ces cours portèrent sur les œuvres d'al-Farabi et d'Avicenne, ainsi que sur Euclide et l'Almageste de Ptolémée. Il rentra un moment à Antioche, mais se ravisa en trouvant que sa science était insuffisante et retourna à Mossoul auprès de son maître. Un peu plus tard, il se rendit à Bagdad pour étudier la médecine. Il enseigna un temps lui-même en Orient, et un de ses disciples fut Jacob ibn Saqlan al-Maqdisi (« de Jérusalem »), un chrétien melkite.
Théodore offrit d'abord ses services au sultan Kay Qubadh Ier (un Seljoukide qui régna à Konya de 1220 à 1237), mais ce souverain manifesta peu d'intérêt. Il passa alors au service de Constantin de Barbaron (régent du royaume de Petite-Arménie de 1220 à 1226). Mais il n'y resta pas longtemps et se joignit à un ambassadeur de l'empereur Frédéric II qui rentrait à la cour de celui-ci. Théodore trouva dans le jeune empereur plein d'intérêt pour les sciences le patron qu'il cherchait. Selon Bar-Hebræus, Frédéric couvrit Théodore d'honneurs, et lui donna notamment un domaine appelé Kamāhā.
Il eut des échanges féconds avec le mathématicien Leonardo Fibonacci, qui le tenait en très haute estime. Il traduisit plusieurs textes de l'arabe au latin : notamment l'introduction d'Averroès à son commentaire de la Physique d'Aristote ; le De animalibus d'Aristote lui-même ; le traité de fauconnerie de Moamin (appelé en latin le De scientia venandi per aves). L'auteur médical Petrus Hispanus (« Pierre d'Espagne ») mentionne « Théodore, le médecin de l'empereur », comme son maître en médecine. On ne conserve qu'un texte de Théodore lui-même, à sujet médical : l'Epistola Theodori philosophi ad imperatorem Fridericum, petit traité sur les règles fondamentales pour préserver sa santé. 
Dans l'Histoire de l'ordre des dominicains (attribuée en général à Bernard Gui, mais tout le début est d'Étienne de Salagnac, mort en 1291), on trouve le récit suivant : pendant le siège de Brescia par Frédéric II (1238), son philosophe, maître Théodore, réduisit plusieurs dominicains à quia par la force de ses arguments philosophiques ; quand on rapporta le fait au frère Roland de Crémone, bouillant d'indignation il enfourcha un âne malgré sa goutte et se pressa jusqu'au camp de l'empereur, où il lança un défi à maître Théodore, lui laissant le choix du sujet et de la forme de la dispute, et il le battit à plates coutures. Rolandino de Padoue, dans sa Chronique, rapporte que quand l'empereur et son « astrologue maître Théodore » se trouvaient à Padoue en 1239, le second tenta un déchiffrement des astres, avec son astrolabe, du haut de la tour communale, mais échoua à prévoir l'échec imminent de son patron.  
Théodore apparaît à plusieurs reprises dans le registre des actes de Frédéric II pour les années 1239-1240 (le seul qui subsiste) : le 15 décembre 1239, l'empereur met une embarcation, dans le port de Pise, à disposition de « magister Theodorus filosophus fidelis noster » pour qu'il puisse rentrer en Sicile ; le 10 février 1240, il envoie à Théodore une page blanche marquée de son sceau pour qu'il y écrive en arabe les lettres de créance de deux ambassadeurs en partance pour Tunis ; le 12 février, Frédéric commande à Théodore des sirops et du sucre à la violette pour lui et ses courtisans.
Les circonstances de la mort de Théodore ne se trouvent pas dans les sources occidentales, mais sont relatées par Bar-Hebræus : selon lui, le philosophe, couvert d'honneurs par l'empereur, n'en regrettait pas moins son pays et son peuple, mais Frédéric ne voulait pas le laisser repartir ; un jour que le souverain était occupé par une de ses campagnes militaires, il s'embarqua secrètement avec ses serviteurs et ses biens et prit la direction de Saint-Jean-d'Acre ; mais un coup de vent les rabattit vers un port où se trouvait justement l'empereur, et Théodore, par honte bien plus que par peur, s'empoisonna. On ignore quel crédit il faut accorder à cette curieuse histoire.
On reconnaît Théodore dans un texte en ancien français de la fin du XIIIe siècle intitulé La fontaine de toutes sciences et attribué à un « philosophe Sydrac » : dans le prologue qui relate l'histoire prétendue du livre, on lit qu'au temps de l'empereur Frédéric il se trouvait entre les mains du « seigneur de Tunis », qui accepta qu'un franciscain le traduise en latin pour l'empereur, et quand la traduction arriva à la cour de Frédéric, « un homme d'Antioche qui ot non Codre le philosophe, qui moult fut amé de l'emperiere » parvint à la recopier clandestinement et à l'envoyer au patriarche « Obert d'Antioche ». Codre (ou Todre) d'Antioche doit être Théodore, et le patriarche Obert Albert de Rizzato, patriarche latin d'Antioche de 1227 à 1246.